# 伊庭靖子
伊庭 靖子（いば やすこ、1967年 - ）は、日本の美術家。成安造形大学准教授。初期はケーキ等をスーパーリアリズムの手法で描き、最近では主に器、寝具をモチーフとする。

## 主な経歴
京都府京都市に生まれる。
1990年、嵯峨美術短期大学版画科専攻科修了。
1998年、上野の森美術館で開催されたVOCA展に出品。
2001年には、文化庁在外研修員としてニューヨークに一年間派遣に渡った。同年、新世紀をひらく美展（髙島屋東京、大阪、京都、横浜店）、前田寛治大賞展（髙島屋東京店、倉吉博物館・倉吉歴史民俗資料館）に参加した。
2003年、INAXギャラリーにて個展。2009年、「伊庭靖子展 - まばゆさの在処(ありか)」（神奈川県立近代美術館鎌倉別館）、「DOMANI・明日展」国立新美術館（東京）、イムラアートギャラリー個展（京都）などの開催を行う。
2023年には、ガラス作家の山野アンダーソン陽子による「ガラスの器」を静物画にするプロジェクトに参加。